# Glenea mediotransversevittata
Glenea mediotransversevittata là một loài bọ cánh cứng trong họ Cerambycidae.